# Murray Craven
Murray Dean Craven (* 20. Juli 1964 in Medicine Hat, Alberta) ist ein ehemaliger kanadischer Eishockeyspieler und derzeitiger -funktionär, der im Verlauf seiner aktiven Karriere zwischen 1980 und 2000 unter anderem 1189 Spiele für die Detroit Red Wings, Philadelphia Flyers, Hartford Whalers, Vancouver Canucks, Chicago Blackhawks und San Jose Sharks in der National Hockey League auf der Position des Centers bestritten hat. Seit August 2016 ist Craven Vizepräsident der Vegas Golden Knights.

## Karriere
Craven spielte zunächst von 1980 bis 1984 vier Jahre lang für die Medicine Hat Tigers aus seiner Heimatstadt in der Western Hockey League. Während dieser Zeit wurde er von den Detroit Red Wings im NHL Entry Draft 1982 in der ersten Runde an 17. Position ausgewählt. Diese setzten ihn gleich in der Saison 1982/83 in der NHL ein, entschieden sich aber trotz Cravens elf Punkten in 31 Spielen dazu, dass er sich vorerst noch in der WHL weiterentwickeln sollte. Nachdem der Kanadier in der Saison 1983/84 die WHL mit 94 Punkten in 48 Spielen dominiert hatte, holten ihn die Red Wings letztendlich noch während der Saison in die NHL zurück. 
Vor der Saison 1984/85 transferierten die Red Wings Joe Paterson und ihn im Austausch für Darryl Sittler zu den Philadelphia Flyers. Bei den Flyers etablierte sich der Center schnell im Teamkader und erreichte zweimal das Finale um den Stanley Cup, wo Philadelphia jeweils den Edmonton Oilers in fünf bzw. sieben Spielen unterlag. Craven blieb bis zum November 1991 in Philadelphia und hatte in der Saison 1987/88 mit 76 Punkten in 72 Spielen sein bestes Jahr in der NHL, ehe er für Kevin Dineen zu den Hartford Whalers abgegeben wurde. 
Bei den Whalers in New England verblieb der Kanadier zwei Jahre, bevor am Ende der Transferperiode im März 1993 zu den Vancouver Canucks wechselte, da Hartford die Playoffs verpasst hatte. In Vancouver blieb er aber auch nur bis zum Ende der Saison 1993/94 und wurde nach Beendigung des Lockouts vor Beginn der Spielzeit 1994/95 zu den Chicago Blackhawks transferiert. Mit den Blackhawks erreichte er in der ersten Saison gleich das Finale der Western Conference, woraus sein Ex-Klub aus Vancouver jedoch als Sieger hervorging. Nach der Saison 1996/97 wechselte der Kanadier zu den San Jose Sharks, wo er die letzten drei Jahre seiner Karriere verbrachte. Nach einem Leistenbruchoperation und einem schwachen Start ins Spieljahr 1999/2000 mit nur zwei Torvorbereitungen in 19 Spielen entließen ihn die Sharks, woraufhin Craven seine Karriere beendete.
Im August 2016 kehrte Craven offiziell auf die NHL-Bühne zurück, als er zum Vizepräsidenten der Vegas Golden Knights ernannt wurde. Bereits in den Vormonaten hatte er in inoffizieller Funktion dem Teambesitzer Bill Foley als Berater zur Seite gestanden und die erfolgreiche Kandidatur der Stadt Las Vegas in entscheidender Weise mitgeprägt.

### International
Craven nahm mit der kanadischen Nationalmannschaft an den Weltmeisterschaften 1990 und 1991 teil. Neben einem vierten Platz im Jahr 1990 konnte er 1991 eine Silbermedaille gewinnen.

## Erfolge und Auszeichnungen
- 1984 WHL East Second All-Star Team
- 1991 Silbermedaille bei der Weltmeisterschaft

## Karrierestatistik

### International
Vertrat Kanada bei:
- Weltmeisterschaft 1990
- Weltmeisterschaft 1991

(Legende zur Spielerstatistik: Sp oder GP = absolvierte Spiele; T oder G = erzielte Tore; V oder A = erzielte Assists; Pkt oder Pts = erzielte Scorerpunkte; SM oder PIM = erhaltene Strafminuten; +/− = Plus/Minus-Bilanz; PP = erzielte Überzahltore; SH = erzielte Unterzahltore; GW = erzielte Siegtore; 1 Play-downs/Relegation; Kursiv: Statistik nicht vollständig)